# Chorrillana
El término chorrillana o chorrellana se refiere a una preparación de las gastronomías peruana y chilena. La referencia más antigua de su origen se sitúa en el balneario de Chorrillos durante los inicios de la inmigración asiática en Sudamérica, siendo los cocineros orientales los que trajeron la técnica culinaria de saltado en wok, adaptándola a los ingredientes locales disponibles.

## Chile
Existen versiones que indican que este plato nació durante la guerra del Pacífico (1879-1884), cuando las tropas del Ejército chileno en campaña combatían en la batalla de Chorrillos en Perú e inventaron un plato con lo que tenían a mano. Otra versión extendida entre la bohemia de Valparaíso indica que el nombre se originó en el hecho de llevar chorizo cortado en rodajas. No obstante, las versiones actuales del plato han abandonado este ingrediente primordial en sus orígenes para adaptarse al gusto más masivo.
Popularmente, en Chile, se cree que la chorrillana se originó en 1970 en un casino de suboficiales de Carabineros en Valparaíso, denominado J. Cruz, en donde el dueño pidió que se tuviera un plato como aperitivo para los jóvenes que frecuentaban el local. La idea era que fuera un plato barato y que pudiera compartirse, por lo que se pensó en un bife a lo pobre para varias personas.
El parecido al homónimo peruano, el cual lleva también papas cocidas y tomate, según consta en un manual gastronómico limeño de 1902, se atribuye al hecho de que en Chile existen barrios y calles con los nombres de Chorrillos, Miraflores, Yungay, etc., en honor a las batallas ganadas por el Ejército de Chile. Sin embargo, aún existe controversia en cuanto a la veracidad de dicha teoría.

## Perú
El origen peruano de este estilo de preparación se remonta al siglo XIX en las picanterías populares en el distrito de Chorrillos durante el periodo de inmigración china en el Perú, en el cual cocineros orientales trajeron la técnica del salteado en sartén. La expresión «a la chorrillana» se conoce desde el siglo XIX, y denota un estilo particular de guisar con una salsa preparada en base a cebolla, tomate, ajo, alverjas y ají amarillo. Este plato representa el inicio de la fusión de las culturas inca, asiática y europea.
El lomo a la chorrillana es considerado como un plato predecesor del conocido lomo saltado, plato típico peruano. Existen diversas recetas para la chorrillana, dependiendo del restaurante y del cocinero. Actualmente el pescado a la chorrillana y el bistec a la chorrilana son los principales exponentes de esta técnica de la galardonada gastronomía peruana. Puede servirse con papas fritas o papas sancochadas cortadas en rodajas y doradas.

## Bolivia
La chorrellana boliviana tiene sus raíces en la gastronomía criolla de Bolivia, particularmente en las regiones andinas. El término «chorrellana» proviene de la palabra «chorrear», que se refiere a la salsa que se vierte sobre el plato, dando lugar a una combinación suculenta y jugosa.

## Descripción

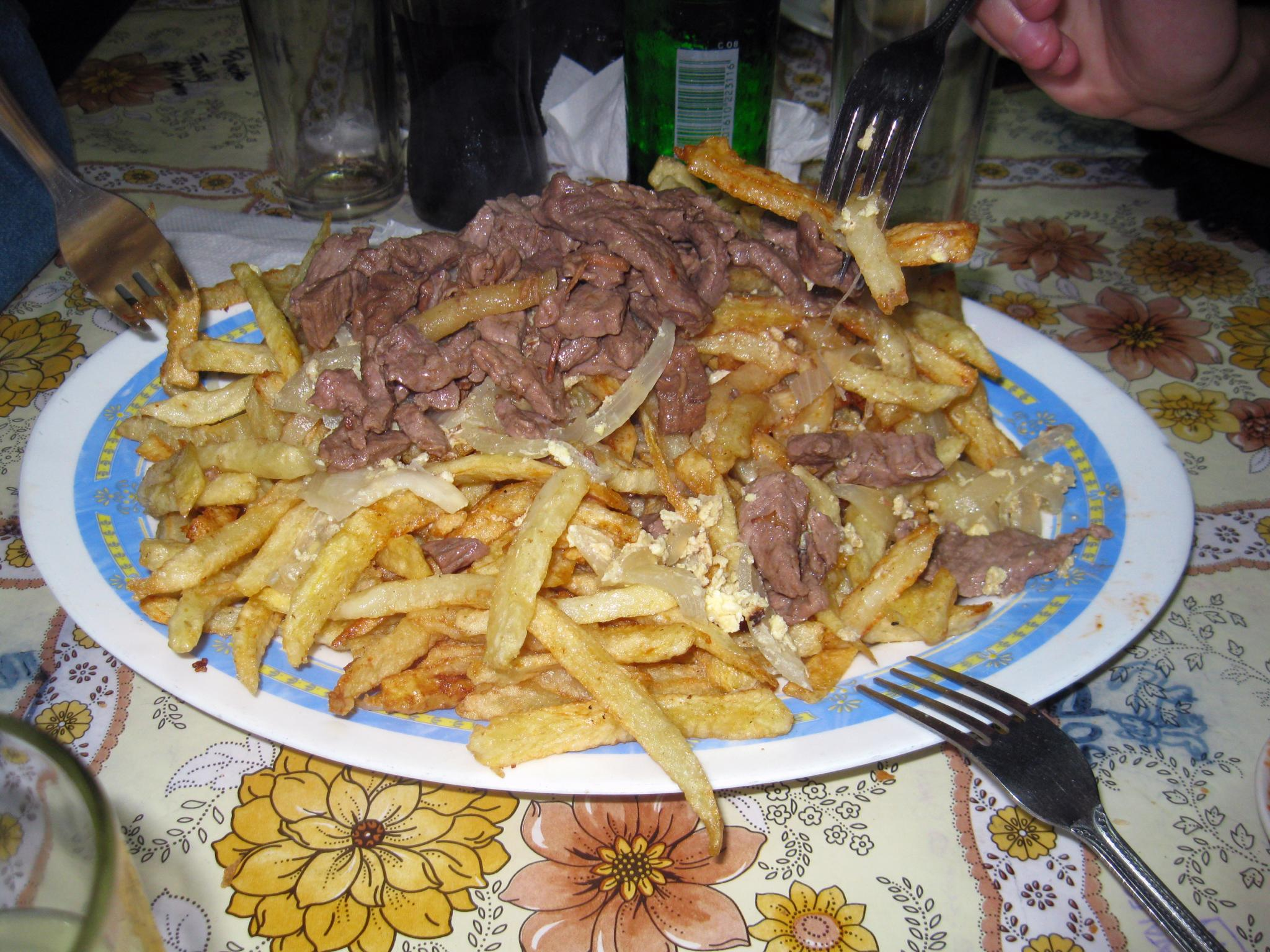
Una chorrillana típica del local J. Cruz de Valparaíso

Existen diversas recetas para la chorrillana, dependiendo de la zona geográfica de ambos países.  
En las preparaciones chilenas, se trata de una base de papas fritas, cebolla frita, aceite y carne de vacuno picada, y se acompaña con longanizas, chorizos o salchichas picadas y algunos condimentos como ajo u orégano. En ciertas ocasiones, viene con los huevos fritos encima, y existen recetas que incorporan mariscos. La chorrillana comúnmente utiliza los mismos ingredientes que un bistec a lo pobre.
Por otro lado, según el diccionario gastronómico ilustrado Larousse de la gastromonía peruana, la chorrillana es la salsa preparada con cebolla y tomate en cortes gruesos, salteados con vinagre y ají amarillo, que se sirve sobre pescado; aunque también sobre lomo o pollo. Se acompaña de arroz blanco graneado, alverjas, papas sancochadas o fritas, o yucas.

## Cultura popular
En Perú, el estilo culinario «a la chorrillana» es considerado como precursor del lomo saltado. El topónimo proviene del distrito de Chorrillos, el cual fue un concurrido balneario de la ciudad de Lima en el siglo XIX. La preparación más tradicional es la del pescado a la chorrillana, ya que en Chorrillos se puede encontrar una caleta de pescadores artesanales.
En Chile, debido al gran tamaño con el que usualmente sirve, la chorrillana es considerada un plato grupal y se vende para dos, tres o más personas. En los restaurantes se sirve una fuente en el centro de la mesa y los tenedores alrededor. Desde el año 2000, algunas cadenas de comida rápida chilena han comenzado a incorporar la chorrillana como parte de su menú, usualmente en tamaños más reducidos.
Desde 2012, cada 13 de agosto, se celebra en Chile el Día de la Chorrillana. Esta fue una iniciativa de la Municipalidad de Santiago con el fin de conmemorar a este plato.